# EIROforum
EIROforum est un partenariat créé en 2002, qui regroupe huit grands instituts de recherche européens : l'Organisation européenne pour la recherche nucléaire (CERN), Joint European Torus (EFDA-JET), le Laboratoire européen de biologie moléculaire (LEBM), l'Agence spatiale européenne (ESA), l'Observatoire européen austral (ESO), l'European Synchrotron Radiation Facility (ESRF), le projet européen de Grand Laser à électrons libres (XFEL), et l'Institut Laue-Langevin (ILL).
Son objectif est de fédérer les énergies et les compétences de ces sept organismes en matière d'équipements techniques, d'éducation scientifique, de communication ou de gestion de personnel.